# Kuwait i olympiska sommarspelen 1996
Kuwait deltog i de olympiska sommarspelen 1996 med en trupp bestående av 25 deltagare, men ingen av landets deltagare erövrade någon medalj.

## Fäktning
Herrarnas florett
- Abdul Muhsen Ali

## Handboll
Herrar
Gruppspel
| Lag      | Pld | W | D | L | GF  | GA  | GD  | Poäng |
| -------- | --- | - | - | - | --- | --- | --- | ----- |
| Sverige  | 5   | 5 | 0 | 0 | 131 | 94  | +37 | 10    |
| Kroatien | 5   | 4 | 0 | 1 | 132 | 122 | +10 | 8     |
| Ryssland | 5   | 3 | 0 | 2 | 137 | 106 | +31 | 6     |
| Schweiz  | 5   | 2 | 0 | 3 | 126 | 115 | +11 | 4     |
| USA      | 5   | 1 | 0 | 4 | 111 | 142 | −31 | 2     |
| Kuwait   | 5   | 0 | 0 | 5 | 100 | 158 | −58 | 0     |

| Resultat | Sverige | Kroatien | Ryssland | Schweiz | USA   | Kuwait |
| -------- | ------- | -------- | -------- | ------- | ----- | ------ |
| Sverige  |         | 27–18    | 22–20    | 26–19   | 23–19 | 33–18  |
| Kroatien | 18–27   |          | 25–24    | 23–22   | 35–27 | 31–22  |
| Ryssland | 20–22   | 24–25    |          | 30–23   | 31–16 | 32–20  |
| Schweiz  | 19–26   | 22–23    | 23–30    |         | 29–20 | 33–16  |
| USA      | 19–23   | 27–35    | 16–31    | 20–29   |       | 29–24  |
| Kuwait   | 18–33   | 22–31    | 20–32    | 16–33   | 24–29 |        |

## Simhopp
Herrarnas 3 m
- Ali Al-Hasan
  - Kval — 272,40 (→ gick inte vidare, 33:e plats)